# Ratchet & Clank: A Crack in Time
Ratchet & Clank: A Crack in Time (в США издавалась как Ratchet & Clank Future: A Crack in Time) — компьютерная игра в жанре платформер, разработанная компанией Insomniac Games и изданная Sony Computer Entertainment эксклюзивно для PlayStation 3. Игра была выпущена 27 октября 2009 года в США, 6 ноября 2009 года в Европе и 19 ноября 2009 года в Японии, это третья игра в серии Ratchet & Clank выпущенная для PlayStation 3, прямое продолжение Ratchet & Clank: Quest for Booty.

## Игровой процесс
Основной игровой процесс не претерпел значительных изменений по сравнению с предыдущими играми серии, однако появился ряд новых механик. Данная игра представляет собой платформер-шутер с видом от третьего лица. Большую часть времени игрок контролирует персонажа по имени Рэтчет, также встречаются секции где игроку приходится управлять его напарником — роботом по имени Кланк. В отличие от предыдущих игр, Кланк теперь вооружён хроноскипитром который он может использовать как оружие, а также использовать для манипуляций со временем. Головоломки в секциях за Кланка в данной игре основаны на записи до четырёх копий Кланка для одновременных действий персонажа в разных местах. Рэтчет получил новое оружие, гаджеты и реактивные ботинки.
Перемещение по планетам теперь осуществляется не выбором планеты из списка, а перемещением по плоскости эклиптики на космическом корабле с возможностью высаживаться на планеты и луны. На лунах Рэтчет может находить Зони, золотые болты и усовершенствования для оружий и космического корабля.

## Сюжет
Игра продолжает события Quest for Booty, Зони поручили доктору Нефариусу починить Кланка, но того интересует не ремонт, а извлечение ключа в храм Орвуса (англ. Orvus) из памяти Кланка. Во время стычки Нефариуса и Зони Кланку удаётся сбежать, он обнаруживает что оказался в Великих Часах (англ. Great Clock) которые Зони построили в центре Вселенной. Младший смотритель Великих Часов Зигмунд (англ. Sigmund) чинит Кланка и рассказывает ему историю Часов и их предназначение, а также просит помочь восстановить их от урона нанесённого Нефариусом и его роботами. Кланк встречает голограмму Орвуса, который оказывается не только ответственным за создание Зони и Великих Часов, но и настоящим создателем Кланка.
Одновременно с этими событиями, Рэтчет и капитан Кварк попадают в аномалию и падают на планету Квантос (англ. Quantos). Лорд Ворселон (англ. Lord Vorselon), убийца, подосланный Нефариусом, на той же планете ищет некого Алистера Азимута (англ. Alister Azimuth) и захватывает Кварка и местное население. Рэтчету с помощью Зони удаётся починить корабль и он бросается вызволять пленников. Рэтчет спасает пленников и сам решает разыскать Алистера Азимута, поскольку у них есть общий враг. С помощью Кварка Рэтчет находит Азимута на планете Торрен IV (англ. Torren IV), он оказывается ломбаксом, другом отца Рэтчета. Азимут предполагает, что Зони могли переместить Кланка в Великие Часы. Азимут рассказывает, что он виноват в том что дал Тахиону технологии ломбаксов и за это был изгнан, но он намерен искупить свою вину и вернуть ломбаксов из параллельного измерения.
Рэтчету удаётся связаться с Кланком, и он отправляется на планету Занифар (англ. Zanifar), где два года назад пропал Орвус. С помощью временного портала, который открывает Зигмунд, Рэтчет отправляется в прошлое и выясняет, что произошло с Орвусом. По возвращении в настоящее Рэтчет обнаруживает, что Ворселон захватил Азимута и его нужно спасать. Тем временем Кланку и Зигмунду удаётся попасть в храм Орвуса, но там их настегает Лоуренс, дворецкий Нефариуса следивший за ними. Кланк оказывается выброшен на планету Вапедия (англ. Vapedia), где его и спасает Рэтчет. Кланк рассказывает, что Великие Часы слишком опасны и не должны использоваться как машина времени, Рэтчет оставляет идею с их помощью вернуть ломбаксов, а огорчённый Азимут уходит.
Рэтчет, Кланк и Кварк решают напасть на флотилию Нефариуса, чтобы не дать ему достичь Великих Часов. Нефариус застаёт их врасплох и выбрасывает на пустынной планете, чтобы они не могли ему помешать. С помощью Зигмунда им удаётся вернуться и сразиться с Нефариусом. Одержав победу герои улетают, а корабль Нефариуса взрывается. Добравшись до Великих Часов Кланк прощается с Рэтчетом желая остаться там и воплотить желание Орвуса. Азимут считает, что всё ещё может вернуть ломбаксов, Рэтчет отказывается и Азимут убивает его. Кланк использует Часы, чтобы вернуться в прошлое на шесть минут и спасает Рэтчета. Азимут добирается до храма Орвуса и пытается инициировать временной сдвиг, но Часы начинают разрушаться. Рэтчет сражается с Азимутом, в итоге Азимут жертвует собой чтобы спасти Великие Часы от полного уничтожения. Рэтчет помогает Кланку и Зони восстановить часы прежде чем покинуть их, но Кланк осознаёт что Рэтчет значит для него больше чем Часы решает идти с ним, а вместо себя оставляет Зигмунда повысив его до старшего смотрителя.

## Разработка
Игра была анонсирована 26 марта 2009 года на Game Developers Conference. Было объявлено, что до 10 апреля проводится конкурс на лучший дизайн оружия, победитель которого окажется в игре, а автор дизайна получит настоящую модель оружия и билет на Comic-Con. Победил дизайн оружия под названием «Spiral Of Death».
Игра работает режиме 60 кадров в секунду, но последующие игры серии было решено создавать ориентируясь на 30 кадров в секунду в угоду графике.

## Оценки прессы и награды
| Сводный рейтинг       | Сводный рейтинг |
| Агрегатор             | Оценка          |
| --------------------- | --------------- |
| GameRankings          | 87,88 %         |
| Metacritic            | 87/100          |
| Иноязычные издания    |                 |
| Издание               | Оценка          |
| 1UP.com               | A               |
| Destructoid           | 9/10            |
| Eurogamer             | 7/10            |
| Famitsu               | 36/40           |
| Game Informer         | 9,25/10         |
| GamePro               | [ 20 ]          |
| GameSpot              | 8,5/10          |
| GameSpy               | [ 4 ]           |
| GameTrailers          | 8,9/10          |
| Giant Bomb            | [ 23 ]          |
| IGN                   | 9,0/10          |
| Русскоязычные издания |                 |
| Издание               | Оценка          |
| Gametech              | Хорошо          |
| «Игры Mail.ru»        | 8,0/10          |
| «Страна игр»          | 8,5/10          |

Игра получила положительные отзывы прессы, усреднённая оценка игры на основании 85 рецензий на сайте-агрегаторе Metacritic составляет 87 баллов из 100 возможных. В основном похвалы прессы удостоилась графика, головоломки и битвы.
По заявлением разработчиков A Craсk in Time стала самой быстро распродаваемой игрой в серии Ratchet & Clank.
Игра была номинирована в категориях «Outstanding Achievement in Animation», «Outstanding Achievement in Visual Engineering», «Outstanding Achievement in Original Story» и «Adventure Game of the Year» на премии Interactive Achievement Awards проводимой Академией интерактивных искусств и наук, но уступила во всех номинациях Uncharted 2: Among Thieves. На Spike Video Game Awards была номинирована в категории «Лучшая игра для PS3», но также уступила Uncharted 2: Among Thieves. Игра заняла 23 место в списке 25 лучших игр для PlayStation 3 по версии IGN.